# Hiroto Sakai
Hiroto Sakai (酒井 大登 Sakai Hiroto?, nacido el 11 de agosto de 1989 en Saitama) es un futbolista japonés que juega como centrocampista.
En 2012, Sakai se unió al Japan Soccer College.

## Trayectoria

### Clubes
| Club                 | País  | Año         |
| -------------------- | ----- | ----------- |
| Japan Soccer College | Japón | 2012 - 2013 |
| SP Kyoto FC          | Japón | 2014 - 2015 |
| ReinMeer Aomori      | Japón | 2016 - 2017 |
| Vanraure Hachinohe   | Japón | 2018 -      |

## Estadística de carrera

### J. League
| Club               | Año   | J. League | J. League | Copa J. League | Copa J. League | Total | Total |
| Club               | Año   | Part.     | Goles     | Part.          | Goles          | Part. | Goles |
| ------------------ | ----- | --------- | --------- | -------------- | -------------- | ----- | ----- |
| Vanraure Hachinohe | 2019  | 1         | 0         | -              | -              | 1     | 0     |
| Total              | Total | 1         | 0         | 0              | 0              | 1     | 0     |